# کریستن ویگ
کریستن کارول ویگ (به انگلیسی: Kristen Carroll Wiig) (زاده ۲۲ اوت ۱۹۷۳) بازیگر سینما و تلویزیون، کمدین و نویسنده آمریکایی است که عضوی از بازیگران ساتردی نایت لایو بود. او در فیلم‌های ساقدوش‌ها و پل نقش‌آفرینی نمود. او همچنین در انیمیشن چگونه اژدهای خود را تربیت کنیم از صداپیشگان بود. همچنین او در انیمیشن من نفرت‌انگیز و من نفرت‌انگیز ۲ به عنوان گوینده حضور یافته‌است.
وی در فیلم زن شگفت‌انگیز ۱۹۸۴ در نقش چیتا (کمیک) ظاهر شده‌است.

## فیلم‌شناسی
- مشهورترین فیلمهای کریستن ویگ عبارت هستند از:
- من نفرت‌انگیز
- من نفرت‌انگیز ۲
- چگونه اژدهای خود را تربیت کنیم
- پائول
- سرزمین ماجراجویی
- باردار
- ساقدوش‌ها
- گوینده ۲: افسانه ادامه دارد
- مهمانی سوسیسی
- زندگی پنهان والتر میتی
- چگونه اژدهای خود را تربیت کنیم ۲
- مریخی
- شکارچیان روح
- خاطرات یک دختر نوجوان
- شهر متروکه
- شیره
- مغزهای متفکر
- زولندر ۲
- شب قرار
- دوقلوهای اسکلت
- کوچک کردن
- مادر
- زن شگفت‌انگیز ۱۹۸۴
- شلاق بزن
- فرزند خواندگی مرگبار
- دختر با احتمال زیاد
- عشق و نفرت
- من نفرت‌انگیز ۴